# Kökörcsin
A kökörcsin (Pulsatilla) a boglárkafélék (Ranunculaceae) családjába tartozó Anemoneae nemzetségcsoport egyik nemzetsége mintegy száz fajjal.
Nevét az ótörök „kök” szóból kapta, ami magyarul kéket jelent, utalva ezzel a kökörcsinek színére – krónikáink eleinte kügülcsin néven említik.

## Taxonómia
A Pulsatilla nemzetséget először 1754-ben nevezte el hivatalosan Philip Miller angol botanikus. A típusfaj a Pulsatilla vulgaris, azaz az európai leánykökörcsin. A nemzetség a Ranunculaceae családon belül az Anemoneae nemzetségcsoportba tartozik. Molekuláris filogenetikai vizsgálatok ismételten kimutatták, hogy ez a nemzetségcsoport monofiletikus, azaz egy közös őstől származik. Azonban a csoporton belül elismert nemzetségek száma és azok egymáshoz való viszonya változó.
Több tanulmány igazolta, hogy a Pulsatilla önálló monofiletikus csoportot alkot, azonban ennek a csoportnak a taxonómiai besorolása eltérő lehet. Egyes megközelítésekben a Pulsatilla az Anemone nemzetségen belüli szekcióként szerepel, míg mások molekuláris filogenetikai bizonyítékokra támaszkodva különálló nemzetségként kezelik, amely három alnemzetségre oszlik.
Morfológiai szempontból a Pulsatilla megkülönböztethető az Anemone-tól a magok hosszú, szőrös csőrével, amely az állandó bibeszálból és porzókból alakul ki. A Pulsatilla fajokat DNS-bárkódolás segítségével is azonosítani lehet. 2024 márciusától számos forrás, például a Plants of the World Online és a Flora of Korea, a Pulsatilla-t önálló nemzetségként kezeli.

## Kulturális jelentőség
A Pulsatilla nuttalliana (szinonimája P. patens) Kanada Manitoba tartományának tartományi virága, valamint (a P. hirsutissima szinonimaként) az Amerikai Egyesült Államok Dél-Dakota államának állami virága. A Pulsatilla vulgaris Angliában Hertfordshire és Cambridgeshire megyék megyei virága. A Pulsatilla vernalis Norvégiában Oppland megye megyei virága. Az Egyesült Királyság bevezette az Egyesült Királyság biodiverzitási akciótervét, hogy kezelje a vadon élő Pulsatilla-fajok 49%-os csökkenését.

## Felhasználás és toxicitás
A Pulsatilla mérgező növény. Nem megfelelő használata hasmenést, hányást és görcsöket, alacsony vérnyomást (hipotenziót) és kómát okozhat. Az őslakos amerikaiak évszázadok óta használják gyógyászati célokra. A Blackfoot indiánok vetélések előidézésére és szülés megindítására alkalmazták. A Pulsatilla fogyasztása nem ajánlott terhesség és szoptatás alatt.

A Pulsatilla kivonatait alkalmazták reprodukciós problémák kezelésére, például premenstruációs szindróma és mellékhere-gyulladás (epididymitis) esetén. A növényi kivonatok további felhasználási területei közé tartozik a nyugtató hatás, valamint a köhögés kezelése.